# Canthonella gomezi
Canthonella gomezi es una especie de coleóptero escarabeido coprófago endémico de Venezuela. Según la lista roja de la IUCN se considera amenazada (categoría En Peligro).
Esta especie fue descrita a partir de ejemplares recolectadas en Altos de Pipe estado Miranda, y la Estación Biológica de Rancho Grande, en el estado Aragua, en hábitat de bosque montano entre 1500 y 1600m, pero también se ha registrado en la Colonia Tovar y Tiara.  En su hábitat natural puede llegar a ser muy abundante, pero está amenazado por la fragmentación de su hábitat y su baja capacidad de dispersión.